# Nati nel 1996
| Questa pagina contiene informazioni ricavate automaticamente dalle voci biografiche con l'ausilio del template Bio e di un bot. L'aggiornamento è periodico e automatico e ricostruisce completamente la pagina. Se manca una persona in questa lista, sei pregato di non aggiungerla, ma accertati piuttosto che la sua voce biografica contenga il template Bio e che i dati anagrafici siano correttamente compilati. Se il template Bio manca, inseriscilo tu stesso o, in alternativa, metti l'avviso {{tmp\|Bio}} che ne segnala la mancanza. Se i dati riportati sono sbagliati, correggi direttamente la voce biografica; le modifiche saranno visibili in questa lista entro pochi giorni. Per chiarimenti vedi il progetto biografie. La lista contiene solo le 5.227 persone che sono citate nell'enciclopedia e per le quali è stato implementato correttamente il template Bio. Pagina aggiornata al 18 ago 2025. |

## Senza giorno specificato(35)
- Artigeardit, rapper danese
- Oskar Åsbrink, speedcuber svedese
- Elles Bailey, cantautrice britannica
- Tristan Bart, ex giocatore di football americano francese
- Peter White, cantautore italiano
- Rebecca Busi, pilota automobilistica italiana
- Dylan Charbonnel, giocatore di football americano francese
- Valentine Cuny-Le Callet, fumettista e illustratrice francese
- Attilio Cusani, fotografo e regista italiano
- Nicolás Durán, attore cileno
- Sofie Eifertinger, attrice tedesca
- Joonatan El Ouacef, giocatore di football americano finlandese
- Shirley Fernández Bellas, pilota di rally spagnola
- Jake Gougeon, ex sciatore alpino canadese
- Jan Hochschild, giocatore di football americano tedesco
- Ben Honis, lottatore statunitense
- Fantahun Hunegnaw, maratoneta e mezzofondista etiope
- Cassidy Hutchinson, funzionaria statunitense
- Maksym Jevtušenko, lottatore ucraino
- Yumi Lambert, supermodella belga
- Staci Mannella, sciatrice alpina statunitense
- Jocelyn McCarthy, ex sciatrice alpina canadese
- Gioelemaria Origlia, nuotatrice italiana
- Melvin Palin, giocatore di football americano francese
- Jebrai Reagan, ex giocatore di football americano statunitense
- Alaa Salah, attivista sudanese
- Claudia Seidl, ex sciatrice alpina slovena
- Sullivan Silverio, giocatore di football americano francese
- Archana Soreng, attivista indiana
- Luke Spill, attore inglese
- Bianca Venier, ex sciatrice alpina austriaca
- Gabrielė Vilkickytė, cantante lituana
- Tillie Walden, fumettista statunitense
- Filip Zacok, giocatore di football americano finlandese
- Denise Zöhrer, ex sciatrice alpina austriaca